# オリサバ山
オリサバ山（オリサバさん、スペイン語: Pico de Orizaba、または、シトラルテペトル山、ナワ語群: Citlaltépetl、citlal(in)は星、tepētlは山の意味）は成層火山である。北アメリカで3番目に高くメキシコで1番高い山である。標高は5,636m。ベラクルス州とプエブラ州の境界にあり、トランスメキシコ火山帯の東端にある。火山は現在休眠しているが死火山ではなく、19世紀中に最後の噴火を起こしている。オリサバ山はアフリカのキリマンジャロに次ぐ世界で2番目に顕著に突出した火山の峰である。

## 山名
峰はその名前にちなんで名付けられたオリサバの市街地や谷を見下ろす。シトラルテペトルの名前はオリサバ地区のナワトル語話者は使わない。代わりにIstaktepetl（「白い山」の意、古代ナワトル語の伝統的な正書法ではIztactépetl）という名前で呼ぶ。火山の最古の言及は先コロンブス期におよび、原住民によって「雲に達した地面」の意味であるPoyautécatlと呼ばれた。
シトラルテペトルはスペイン人がメキシコに到着したときナワトル語の共通の名前であった。シトラルテペトルはナワトル語のcitialli（星）とtepētl（山）の「星の山」という意味から来ている。 星の山とは地域周辺数百キロメートルから一年中見渡すことができる雪に覆われた峰を指すと考えられている。伝説はシトラルテペトルの火口に惑星の金星が沈むところを見るための方法を物語にしたコスコマテペクの町の話から生じている。植民地時代には火山の麓にあるサン・アンドレス・チャルチコムラの移民により、サン・アンドレス山として知られていた。

## 地理

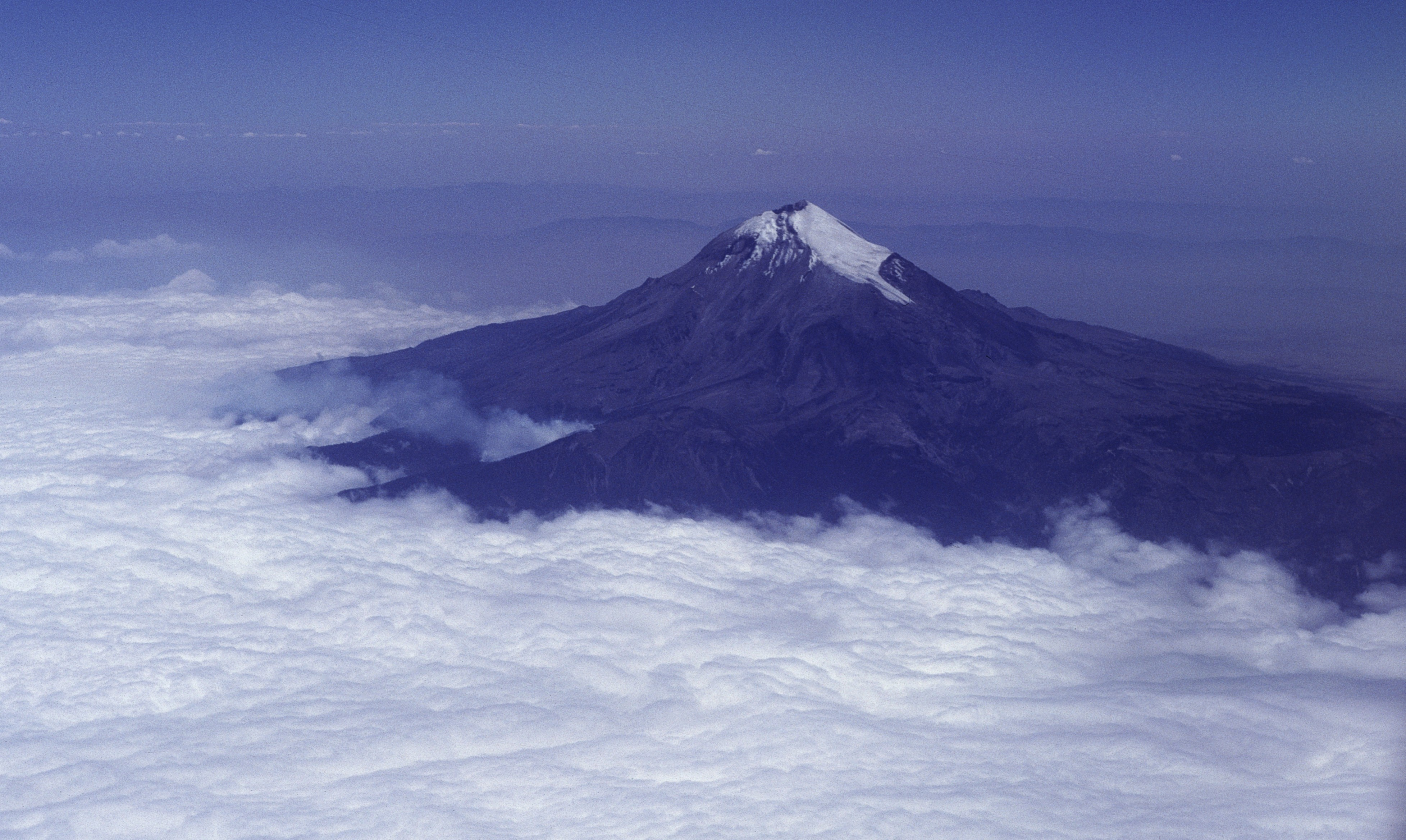
上空から見たオリサバ山

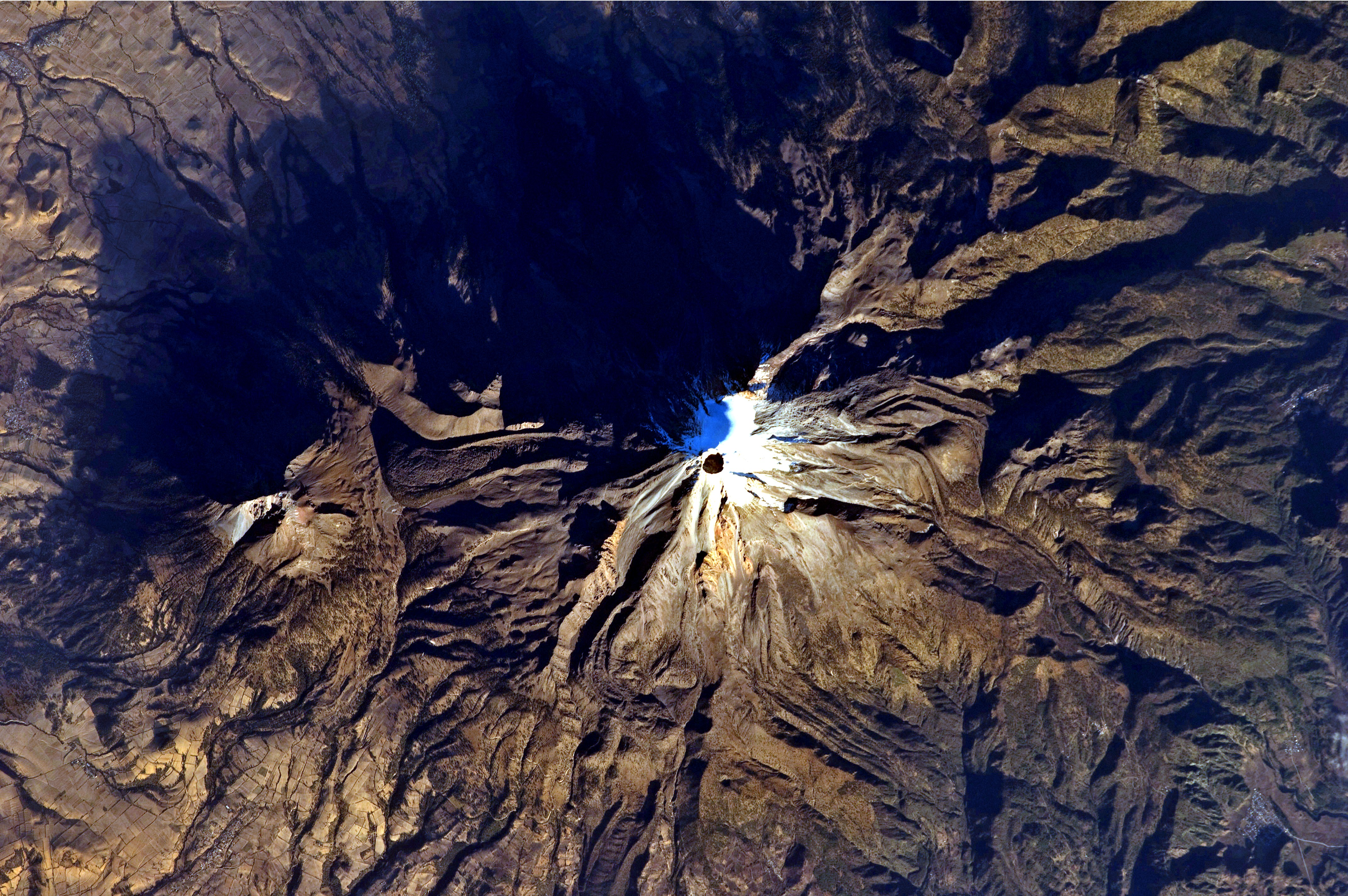
宇宙から

オリサバ山は北緯19度01分48秒 西経97度16分12秒に位置し、メキシコ湾の海岸から100kmの距離にある。オリサバ山はメキシコシティの200 km東に位置し、ベラクルス州とプエブラ州との境界上にある。火山は北回帰線の南おおよそ480kmのところにある。オリサバ山は中央メキシコを西から東へ横切って走る火山列であるトランスメキシカン火山帯の南東端にある。それは地域で唯一の歴史的に活発な火山である。オリサバ山の南西約6 kmにある対になる峰は標高4,640mのシエラ・ネグラ山である。この従属的な峰は巨大な隣のオリサバ山よりかなり低い。だが、その山頂を通過する北アメリカで一番高い所を通る道路が横断する。
東シエラマドレ山脈と同様にオリサバ山は、メキシコ湾の海岸平野とメキシコ高原との間の障壁を形成する。火山はメキシコ湾からの湿気を飽和した中央メキシコから遮断し、海岸平野とメキシコ高原の両方の気候に寄与する。ベラクルス州とプエブラ州は新鮮な水の補給をオリサバ山に依存する。火山が水分を供給する最大の川はハマパ川である。

## 地形
シトラルテペトルの峰はメキシコ湾沿いの海岸から海抜5,636mの高さまで急激に上昇する。その比高は4,922mである。地域的に高く聳えるオリサバ山は、メキシコの最高峰であり北アメリカで最も高い火山である。北アメリカではマッキンリー山とローガン山に次ぐ3番目の高さの山でもある。オリサバ山の比高は世界で7番目の高さであり、火山では南米のオホス・デル・サラード、アフリカのキリマンジャロに次ぎ世界で3番目である。ベラクルスの港から西へおよそ110kmの位置にあり、その頂からはメキシコ湾の港に近づいてくる船を見ることができる。ベラクルスがまだ影の中にあるとき、夜明けの日光が頂に射し込む。火山の標高と同じ標高で別な場所との距離の長さ（アイソレーション）では世界で16位にランクされる。
オリサバ山の地形は火口の中心から非対称である。東側は最も急な斜面をしており、それに対して北西側は最も緩やかな斜面をしている。火山の北西の緩やかな斜面は大氷河の存在を可能とし、ハイカーが山頂へ登るために選択する1番良い登山ルートである。

## 地質

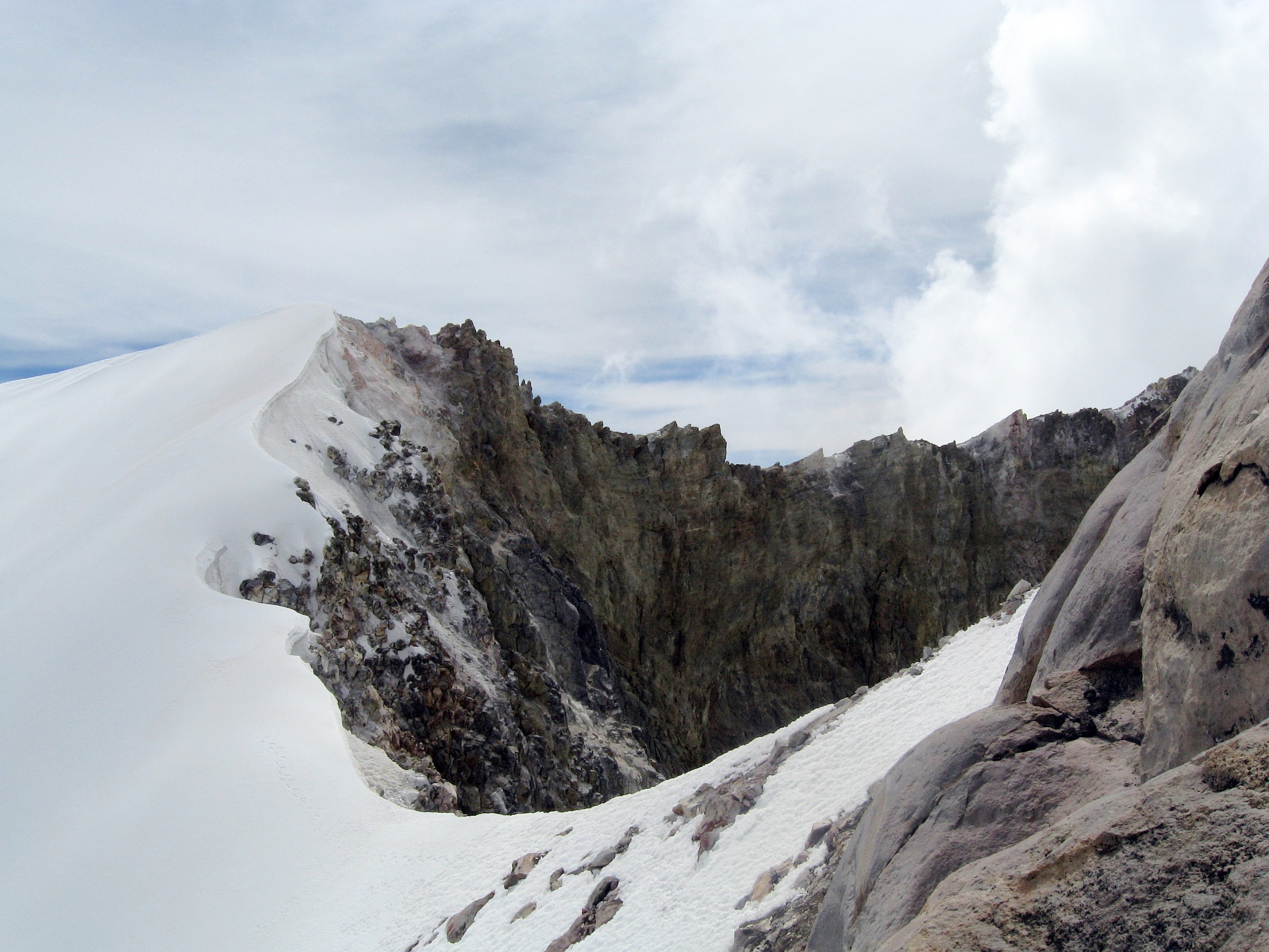
オリサバ山のカルデラ

オリサバ山は3つの段階で進化した。後期更新世と完新世との間、約16,000年前に活動が始まった。シトラルテペトルは3重の成層火山とドームの侵入によって、Torrecillas（650–250ka）, Espolón de Oro（210–16ka）, および、Citlaltépetl（16kaから現在）の3つの火山で構成されている。火山は厚い安山岩質とデイサイト質の溶岩によって形成され、続く反復的で爆発的噴火と溶岩の流出により象徴的な円錐の構造を造り上げた。 火山は現在活動していないが死火山ではない。最新の噴火はVEI 2の大きさで1846年に発生している。それ以前に噴火した年は次の通りである：1687, 1613, 1589–1569, 1566, 1555–1545,1539–1533, 1351, 1260, 1187, 1175, 1157, 220 AD, 140 AD, 90 AD, 40 AD, ~780 BC, ~1500 BC, ~2110 BC, ~2300, ~2500, ~2780, ~4690, ~6220, ~6710, ~7030, and ~7530. 火山の歴史の中で最も激しい噴火は、溶岩ドームの噴出と火砕流によって特徴付けられるVEI 5の大きさに達した6710 BCごろに発生した噴火と考えられている。
火口の形は横径478m、共役直径410mの楕円形をしており、推定154,830m2の広さと最深300mの深さがある。オリサバ山はいくつかの氷河から成り、常に氷河で覆われている。ハマパ氷河として知られる流出氷河は峰の北東に位置する。それは火山を形成する上で強力な力となった。ハマパ氷河は火山を囲む領域の地形学上の進化のかなりの部分を担っている。

## 気候

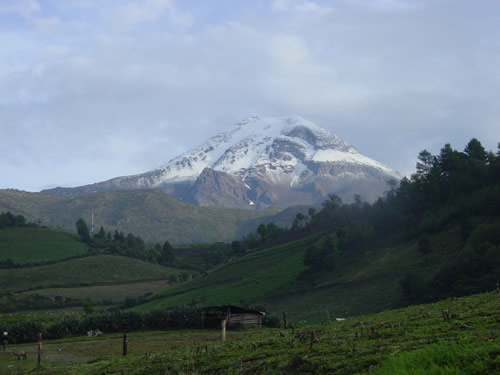
シトラルテペトルの南東

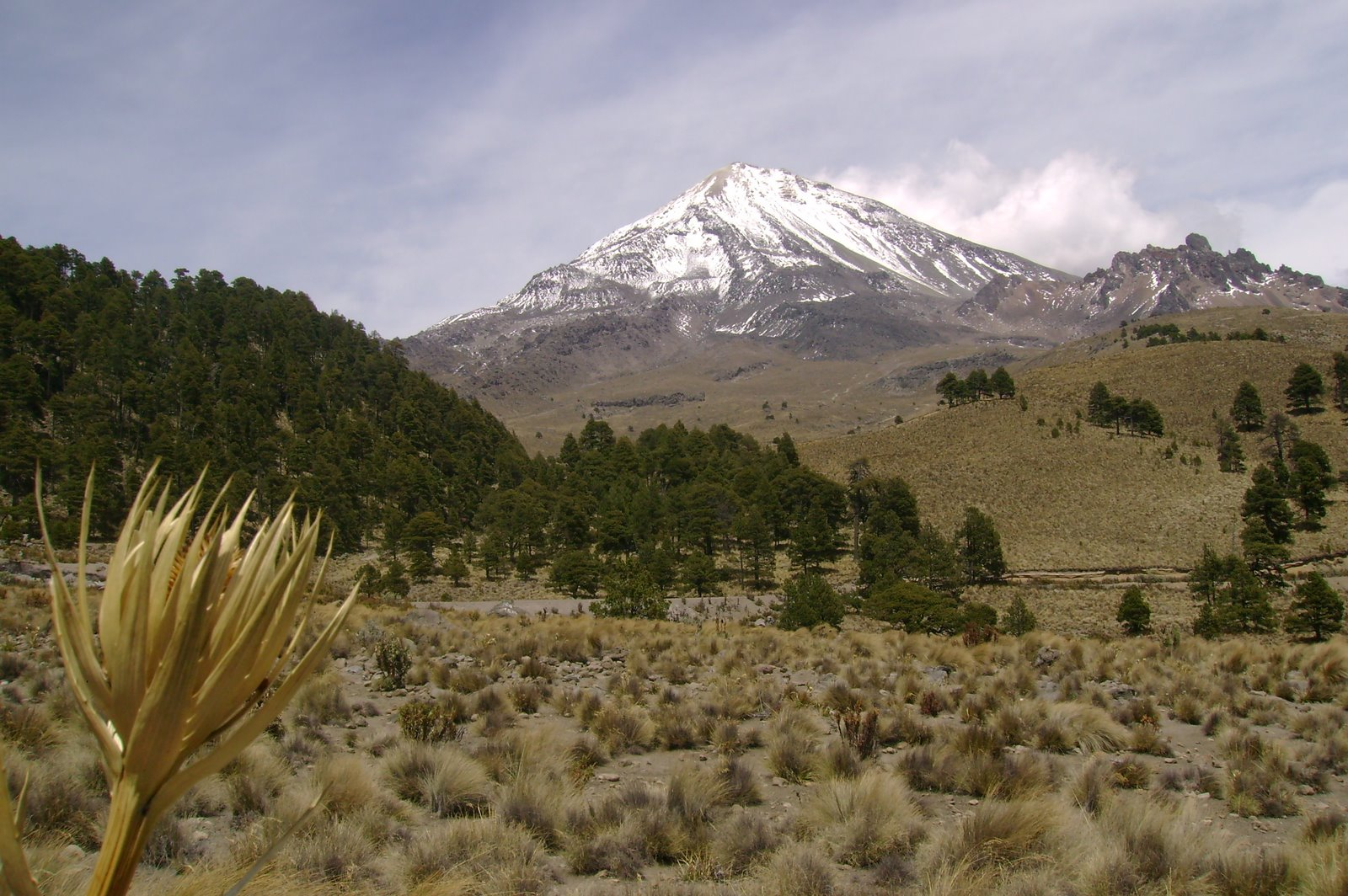
シトラルテペトルの北西

オリサバ山の気候は、東シエラマドレ山脈と同じように卓越風と標高の変化により大きく変わる。緯度と極度のごつごつした地形に起因し、火山は微気候を経験する。植生は東麓の低い海抜の熱帯性の森林から、高い海抜の高山の森林まで変化する。
メキシコ湾からの水分を含んだ貿易風が断熱冷却と凝縮することによって、大量の雨が火山の東麓に降る。東麓は頻繁に霧や低い雲に覆われる。東麓の気候は低い標高での熱帯性（Af）からより高い標高の亜熱帯性の高地（Cwb）へ変わる。平均年間降水量は1,600mmで気温は緩やかに変化する。
亜熱帯性の気候は海抜2,200–3,200mの間で見られ一年を通して日常的に本降りの雨が降る。秋と冬は霜と小雪が頻繁に降るようになる。しかし、南と南東側に降った雪は太陽光が射すことですぐ融ける。北麓は亜熱帯性の高地（Cwb）が優位を占める。南麓は湿気の多い亜熱帯性気候（Cfa）を主に経験し4月に年間気温の最高を記録する。
滑降風により西麓は草原（BSk）に支配され、海抜2,600mより下にからっ風を吹かせる。しかし西麓には半乾燥で温暖な暖かい気温で平均年間降水量が550mmの数カ所の領域（Cfa）がある。主にここで観察されている植生は、若干の高山種を含む草や低木である。
海抜3,200–4,300mの間は通常の気温が2–5℃であり、大陸性亜寒帯気候（Dfc）が優勢である。-2℃の低い年平均気温の海抜4,300m以上は高山凍土帯（ET）が山頂まで優勢であり、大雪とブリザードは年間を通した共通の気候である。南と南東に降る雪は陽射しによって融けるが、北と北西側には残雪となる。極寒なエリアはおおよそ31km2の表面積を占める。

## 氷河
オリサバ山はメキシコで氷河を持つ3つの火山のうちの1つである。グラン・グラシャール・ノルテと呼ばれるメキシコ最大の氷河が存在する。オリサバ山は9つの既知の氷河が存在する。 グラン・グラシャール・ノルテ（Gran Glaciar Norte）、レングア・デル・チチメコ（Lengua del Chichimeco）、ハマパ（Jamapa）、トロ（Toro）、グラシャール・デ・バルバ（Glaciar de la Barba）、ノロクシデンタル（Noroccidental）、オクシデンタル（Occidental）、スロクシデンタル（Suroccidental）と、オリエンタル（Oriental）の9つである。
オリサバ山の平衡線高度（equilibrium line altitude, ELA）は知られていない。火山の南と南西側斜面の雪は太陽放射のためにすぐに融ける。しかし北西と北斜面は冷たい気温のために氷河を造ることを可能にする。北西側と北側の日射角度と風による雪の再堆積は、流出氷河の源に補給する雪の一定の蓄積を可能にする。オリサバ山の北側のグラン・グラシャール・ノルテは、細長い高原盆地を埋めており7つの流出氷河の供給源となっている。メインの氷河は火口縁の北から3.5km伸び、およそ9.08km2表面を覆い、標高5,650mから約5,000mのところまで下降している。氷河は若干不規則かつ階段状の輪郭をしている。それは岩盤の配置によって部分的に形作られるからである。ほとんどのクレバスからおおよそ50mの氷の厚さであることがわかる。

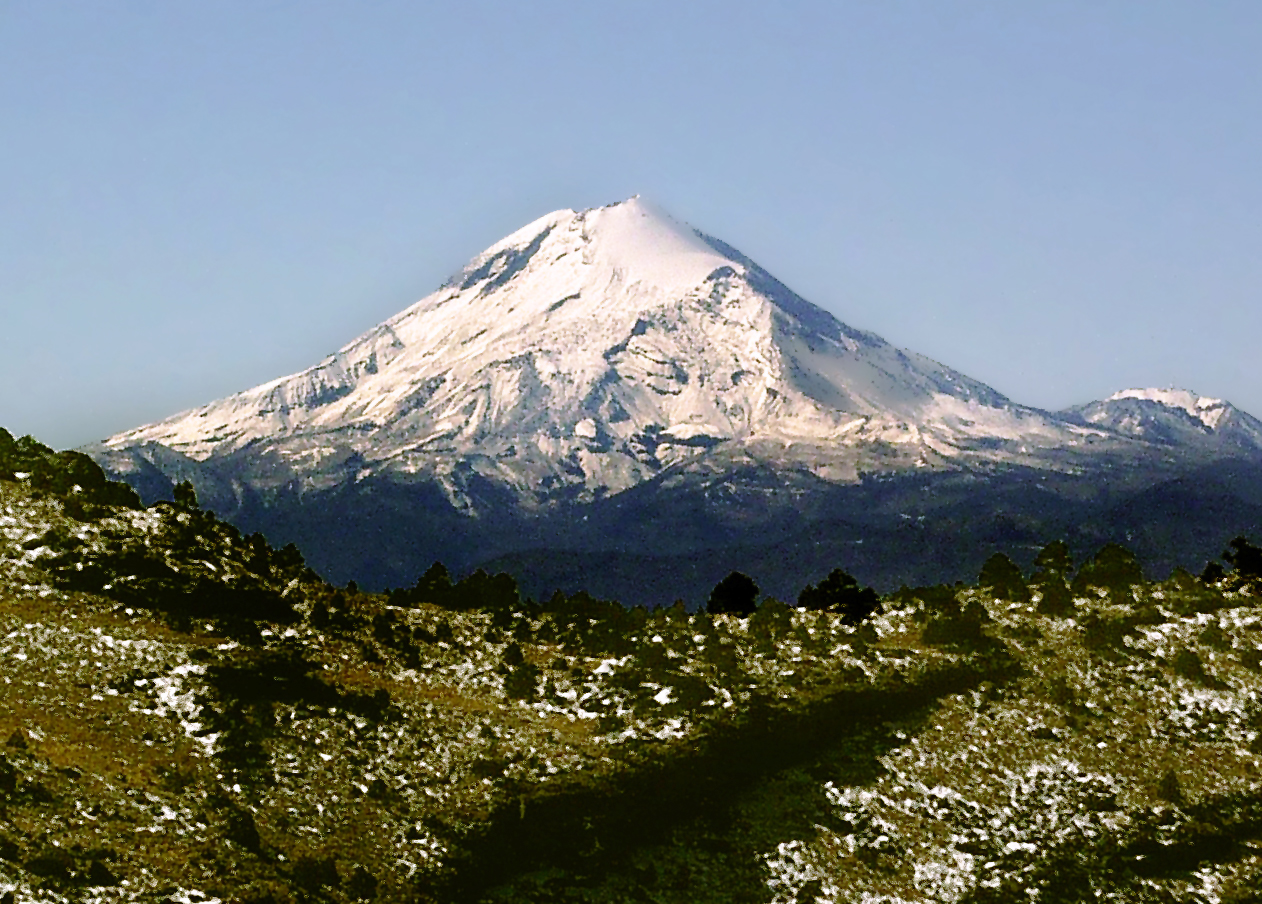
コフレ・デ・ペロテの頂上から南方を見たときのオリサバ山

火山の北側の海抜5,000m以下にある流出氷河のレングア・デル・チチメコとハマパは、それぞれ北と北西に1.5kmと2km伸びている。 レングア・デル・チチメコの末端は標高4,740mにあり140m km-1の勾配を有する。突き出ていて上向きの輪郭をした低くて広い扇状の氷は、メキシコのほとんどの氷河の典型的な前面の形をしている。最も鮮明に残る氷河はハマパで、海抜4,975mの地点でグラン・グラシャール・ノルテの枝葉のように分岐し2 kmの延長と145 m km-1の勾配を持ち、2枚の小さな舌の形になって分かれ4,650mと4,640mの地点で終わる。広くて突き出た舌状の終端は縁に沿って薄く細かくなり扇状の形状をしている。1994年より前にそれらの氷河が後退したことにより、下流に侵食した切断された岩屑でできた埋もれた先端部が露出した。
グラン・グラシャール・ノルテの西側は5つの流出氷河が生成されている。北から南へ最初の2つのトロ氷河とバルバ氷河は、氷漠となって崖に垂れ下がっている。それぞれ海抜4,930mと5,090mの地点で巨大な溶岩流跡の先に到達する。その後200から300m下った沢の流れる谷の源に巨大な氷のブロックとなって落ちるが、そこには氷河は再生成されない。約1km離れたノロクシデンタル氷河は300mの長さの小さな流出氷河で、海抜5,100mの地点でグラン・グラシャール・ノルテから分岐して排出される。数10メートル幅の氷の表面の下にできた流れの跡が500mに渡って描かれている。4,920mまで下り270m km-1の勾配を持つ。別の1km南へ離れたオクシデンタル氷河は、おおよそ5,175mの地点の山頂火口の西の切り立ったところでグラン・グラシャール・ノルテと離れてある。1kmある長い氷河は270m km-1の勾配があり4,930mの地点で終わる。山の南西の角から始まる別の流出氷河のスロクシデンタル氷河は、1.6kmの長さで5,250mの地点でグラン・グラシャール・ノルテから流れ出て200m km-1の勾配があり、長い滑らかな表面をしていて4,930mの地点で終わる。
山頂の火山錐の東、独立した切り立ったニッチ氷河のオリエンタル氷河は、1.2kmの長さで440m km-1の勾配がありおおよそ5,600mの地点から5,070mまで山腹を流れ下り、で多くのクレバスやセラックが含まれ登るのに最も難しい氷河である。1958年のオリエンタル氷河は約420,000m2の表面積であった。 シトラルテペトルの氷河と万年雪原の総面積は9.5 km2になる。シトラルテペトルの早期の歴史的な氷河舌の活動（前進または後退）は知られていない。グラン・グラシャール・ノルテの氷帽は雪で覆われているが、氷帽の不規則な西の端に7つの流出氷河を見ることができる。特にハマパとオリエンタルの氷河はよく見える。

## 歴史

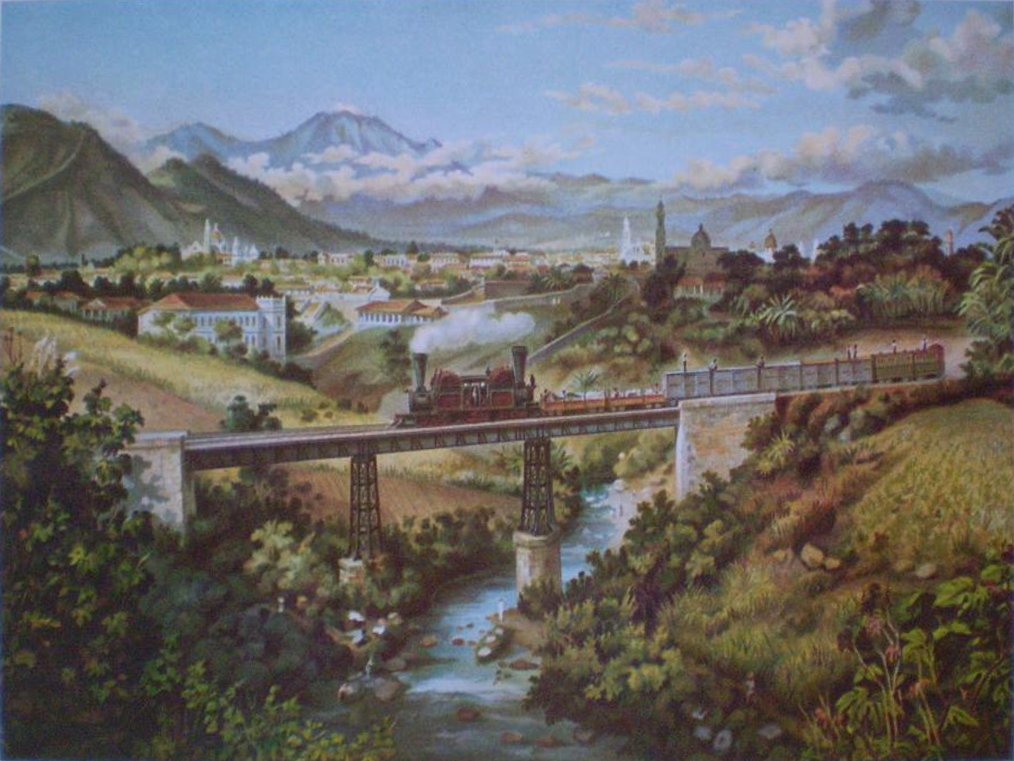
カシミロ・カストロ（:es:Casimiro Castro）の1877年のオリサバ山の絵

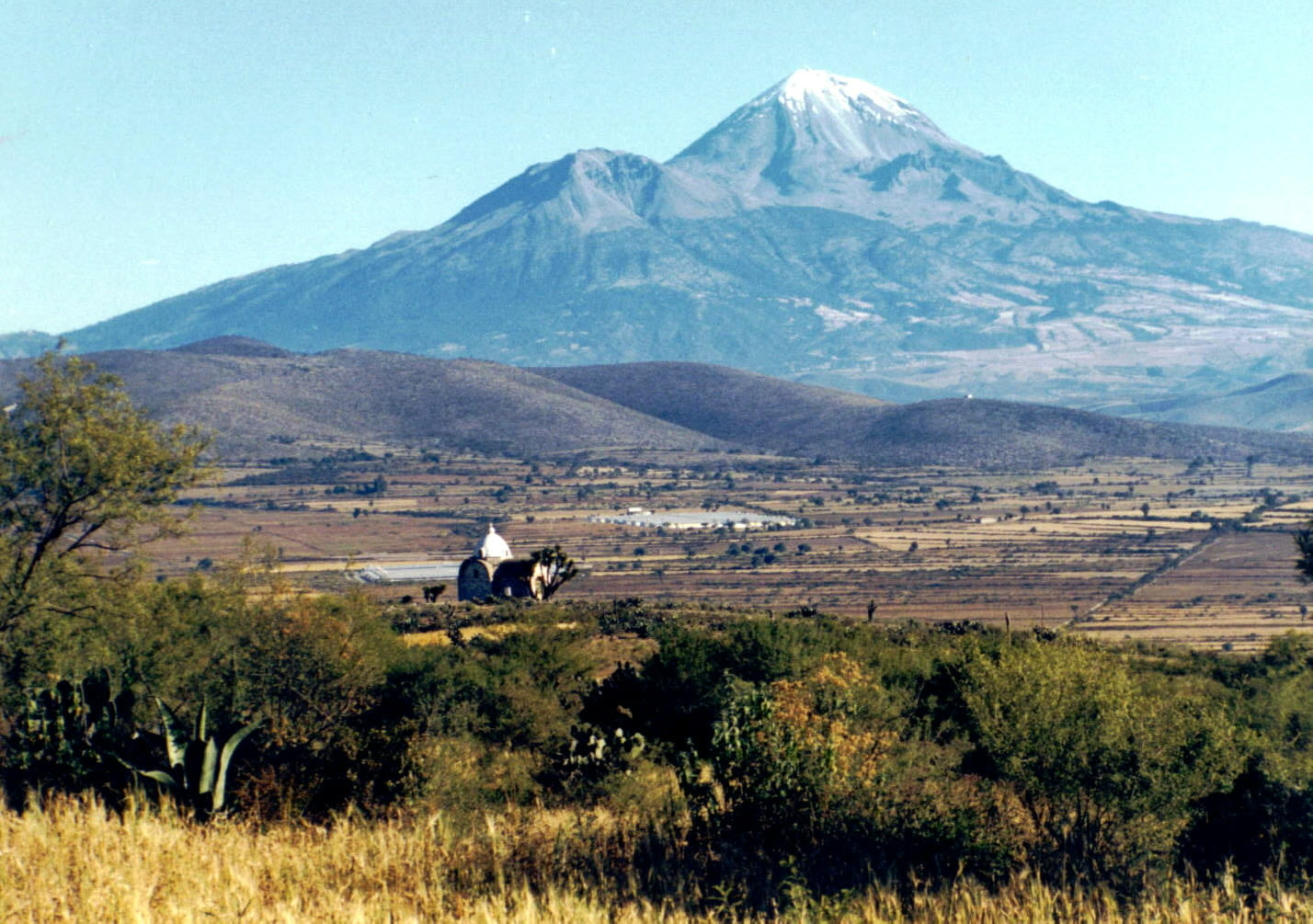
シトラルテペトル山の近くのフローレス大農園

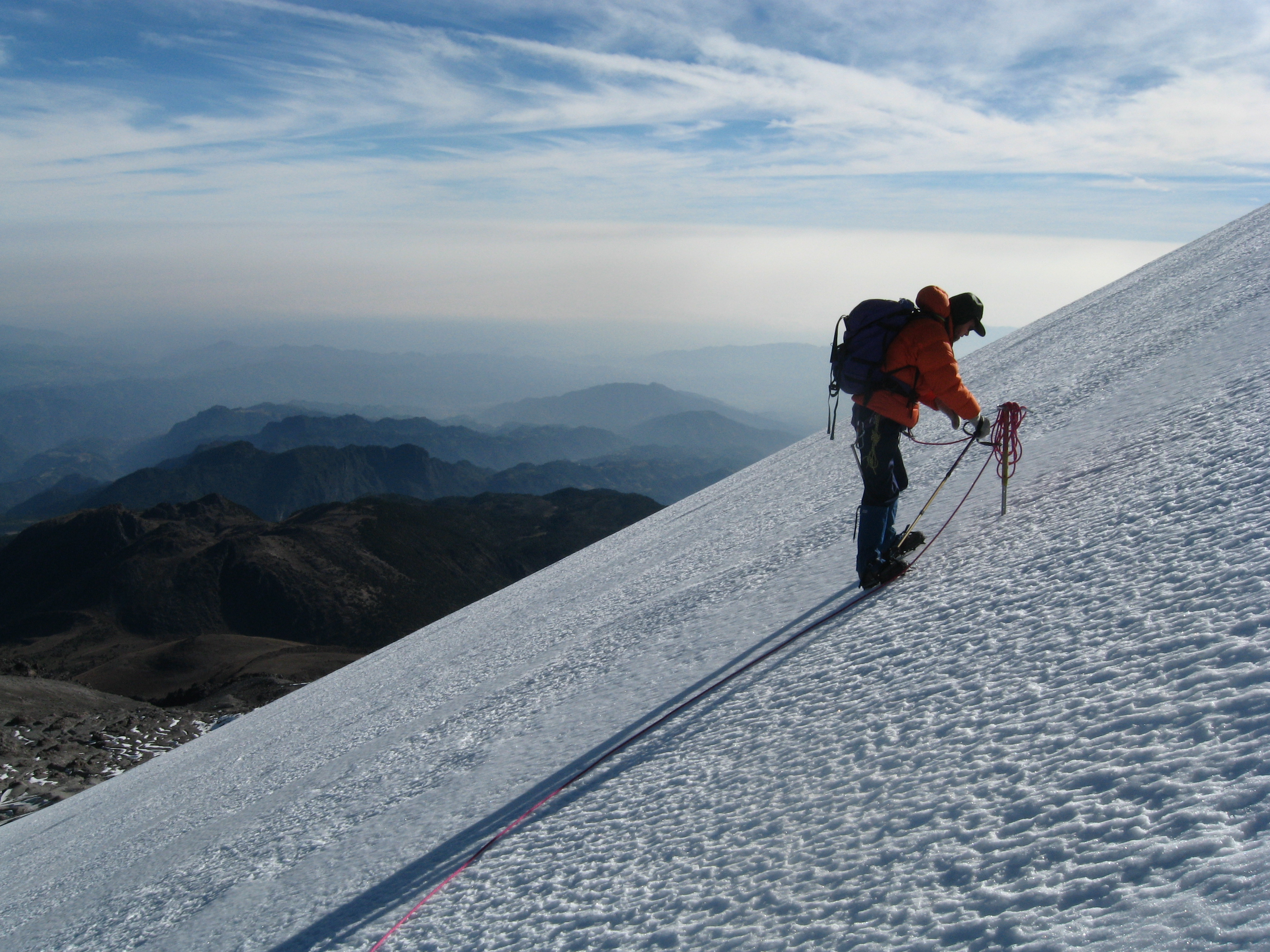
ハマパ氷河を登る登山者

オリサバ山は、ナワトル語を話すアステカ族やトトナック族などのプレ・ヒスパニック文化では重要であった。火山は多くの土着の神話の一部となっている。古代オルメカ神話では、オリサバは火山を形作ったワシの魂である。オルメカ族は神が怒りで噴火したり転覆したりするのを防ぐために、継続的に火山の頂点に登り神に祈った。
メキシコがスペインに征服されている間、エルナン・コルテスはオリサバ山の麓を通過した。火山とその周囲の山は、テノチティトランへの彼の旅程をより困難なものにし、多くの日数を遅延した。1600年代、スペインの王はシトラルテペトル山を迂回するために造られるいくつかの道路に融資した。 その道路のひとつはオリサバとフォルティン・デ・ラス・フローレスの町を通る火山の南のルートを取った。それはメキシコシティと湾岸にあるベラクルスとの間の主な貿易ルートとなった。より短い道路はオリサバ山の麓の集落を確立するためにイエズス会によって後に造られた。スペイン人はベラクルスの港に入港するために火山を目印として使った。多くの戦闘はメキシコ独立のための闘争の間ずっと火山の近辺で行われた。 
1839年、エンリケ・ガレオッティ（Enrique Galeotti）は、火山を探検する最初のヨーロッパ人であった。しかし山頂までは登らなかった。1848年のメキシコのアメリカ占領時代、2人のアメリカの兵士、F.・メイナード（F. Maynard）とウィリアム・F・レイノルズ（en:William F. Raynolds）は、オリサバ山の山頂に到達した最初の知られているハイカーである。その年の後半にフランスの探検家、アレハンドロ・ドイグノン（Alejandro Doignon）も山頂に到達した。19世紀半ばの間にシトラルテペトルは多くの科学者によって調査された。その中で最も有名な科学者はドイツの植物学者、フーゴ・フィンク（Hugo Fink）である。彼は火山に見られる植物の多くの種を記録した最初の学者である。1873年、マーティン・トリッチュラー（Martin Tritschler）は山頂にメキシコの国旗を掲げた。
1936年12月16日、ラサロ・カルデナス大統領はオリサバ山の自然の美しさを守ろうと努力して、火山とその周辺地域、Tlachichuca, Ciudad Serdán, La Perla, Mariano Escobedo, Calcahualcoの集落を含む19,750haのエリアの国立公園を作成した。連邦政府の命令は1937年1月4日に連邦法となった。

## クライミングとレクリエーション
オリサバ山は毎年多くの国から多数の登山者を引きつける。火山に登ったりアプローチする多くのルートがあり、主に10月から3月までの期間に多くの人がそのルートを試みる。最も頻繁に使われるルートはハマパ氷河を経由してベースキャンプのピエドラ・グランデ小屋から始まる。ピエドラ・グランデ小屋ベースキャンプは標高4,270mにあり、高所に滞在したり順応するのに最適な場所である。
出発点としてのもうひとつの選択肢は標高約4,900mの氷河の麓にあるハイキャンプである。経験豊富な登山者のためのよりテクニカルな挑戦のために、10ヶ所のグレード3の氷の勾配がある蛇の頭と呼ばれているテクニカルなアイスクライミングがある。さらに南側には挑戦しがいのある選択肢があり、トレイルは短くなるが急勾配でありより難しくなる。氷河は南側には無い。山頂への最後の登りは通常は簡単でクレバスの無い氷河を経由するルートである。
一方、しばしば遭難の発生も見られ、2015年3月には、山頂付近でミイラ化した登山者の遺体が発見された。

## 雑学
オリサバ山の麓には、野生種のアボカドが数多く自生していることで知られている。